# Přímluvná modlitba

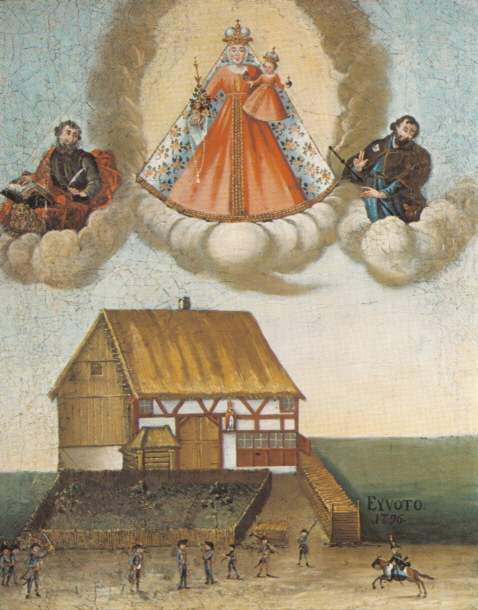
Německý votivní obraz s poděkováním Panně Marii (1796)

Přímluvná modlitba nebo přímluva je úkon, kdy se modlíme za druhé nebo žádáme svatého v nebi, aby se modlil za nás nebo za druhé.
Apoštol Pavel ve své výzvě Timoteovi upřesnil, že je třeba se přimlouvat za všechny lidi. 
Na prvním místě žádám, aby se konaly prosby, modlitby, přímluvy, díkůvzdání za všechny lidi, za vládce a za všechny, kteří mají v rukou moc, abychom mohli žít tichým a klidným životem v opravdové zbožnosti a vážnosti. 1Tim 2, 1–2 (Kral, ČEP)

## Křesťanství

### V prvotní církvi
První křesťané pokračovali v přímluvné modlitbě za druhé i po Ježíšově smrti. Ignác z Antiochie byl jedním z těch, kdo křesťany nabádal, aby se i nadále modlili za druhé, a to zejména za ty, kteří se stali doketisty nebo zastávali jiné heretické názory. Ve svém dopise církvím ve Smyrně svatý Ignác nabádá tamní křesťany, aby se modlili za druhé lidi: „Jen vy se za ně musíte modlit k Bohu, abyste je nějakým způsobem přivedli k pokání, což však bude velmi obtížné. Avšak Ježíš Kristus, který je naším pravým životem, má moc [to] uskutečnit.“ Ve všech Ignácových listech se slovo přímluvné modlitby objevuje devatenáctkrát a Ignác prosí o modlitbu „za sebe (osmkrát), za křesťanskou církev v Sýrii (sedmkrát), za pronásledovatele, heretiky a vůbec za všechny lidi (vždy jednou)“.
Svatý Ignác a další církevní otcové, jako například apoštol Pavel, kteří se rádi modlili přímluvnou modlitbu, vycházeli z Ježíšova učení, které vyžadovalo, aby se člověk modlil za druhé, zejména za své nepřátele: 
Ale vám, kteří mě slyšíte, pravím: Milujte své nepřátele. Dobře čiňte těm, kteří vás nenávidí. Žehnejte těm, kteří vás proklínají, modlete se za ty, kteří vám ubližují. Lk 6, 27–28 (Kral, ČEP)

Podle Lionela Swaina ze St. Edmund's College ve Ware považoval svatý Pavel přímluvu za jeden z nejdůležitějších aspektů víry a modlitebního života, neboť modlitba za druhé je v jeho dílech opakovaným tématem. Modlitba působí jako způsob, jakým svatý Pavel uznává Boží moc. Přímluvná modlitba také působí jako způsob, jak se apoštol „podílí na ... Otcově vykupitelské lásce“. Pavel věřil, že modlitba proměňuje člověka, který se modlí, stejně jako toho, za koho se modlí, což vytváří silnější pouto mezi ním a Bohem.
Prof. Dr. Johannes van Oort, mimořádný profesor na katedře církevních dějin a církevní politiky Teologické fakulty Pretorijské univerzity v Jihoafrické republice, dodává, že kromě modliteb za moudrost se raná církev velmi intenzivně zabývala různými charismaty, z nichž jedním bylo uzdravování. Modlitba za nemoci druhých lidí byla dalším způsobem, jakým byla přímluvná modlitba v rané církvi důležitá, protože uzdravování bylo znamením „moci Božího království“. Tento dar uzdravování výslovně zmiňuje mezi ostatními charismaty jako znak toho, že je člověk pravým křesťanem, Irenej z Lyonu ve svém textu Proti herezím.

### Svatí
Hlavní článek: Přímluva svatých
Přímluva svatých je nauka, kterou zastávají pravoslavná církev, starobylé východní církve a římskokatolická církev, jakož i některé luteránské a anglikánské církve (především evangelická katolická, resp. anglo-katolicismus) a která učí, že svatí mohou být požádáni o přímluvu (nebo modlitbu) za druhé. Učení o žádání přímluvy u svatých lze nalézt v křesťanských spisech ze 3. století n. l., například u Origena a Klementa Alexandrijského.

### Zemřelí
Hlavní článek: Modlitba za zemřelé
Kromě vzájemných modliteb za život se první křesťané modlili i za zemřelé. Neexistují jednoznačné důkazy o tom, že by se křesťané začali modlit za zemřelé před třetím stoletím n. l. G. F. Hamilton tvrdí, že nejstarší příklad církevní modlitby za zemřelé křesťany se nachází v Sakramentáři Serapiona z Thumis (350 n. l.). Místo aby se za zemřelé modlili při pravidelných nedělních bohoslužbách, pořádali tito první křesťané zvláštní vzpomínkové akce během týdne. Ostře se rozlišovalo mezi vzpomínkou a modlitbou za zemřelé a za „‚věrně‘ zemřelé“, kdy se křesťané modlili pouze za ty, kteří zemřeli jako věřící. První Klementův list (95 n. l.) obsahuje modlitbu, která se sice týká především ochrany živých, ale zahrnuje i mrtvé. Již poměrně brzy se rozlišovalo mezi těmi, kdo zemřeli jako křesťané, a těmi, kdo zemřeli jako nevěřící. V Polykarpově mučednictví (155 n. l.) je Polykarp zabit a jeho kosti jsou odneseny spolukřesťany a je mu zřízena svatyně, kde si mohou připomínat jeho mučednickou smrt. Naproti tomu Aristidova apologie ukazuje, jak se truchlí nad těmi, kdo nebyli křesťany, zatímco nad mrtvými věřícími se jásá.

### Teologická perspektiva
Katolická teoložka Patricia A. Sullivanová ve svém článku v časopise Theological Studies varuje, že svatí by neměli být vyzdvihováni způsobem, který snižuje Boha. Již svatý Augustin proslul výrokem, že se nemodlíme proto, abychom Boha poučovali, ale abychom svou vůli sladili s Boží vůlí. Sullivanová varuje před slovníkovými významy slova „přímluva“ jako „intervence, zprostředkování, arbitráž, vyjednávání“, které zní, jako bychom měli co do činění s nepřátelským nebo nepřívětivým Bohem, kterým potřebujeme manipulovat, abychom získali to, co potřebujeme. Takový není význam hapax legomenon v Novém zákoně slova „přímluva“. Sullivan pokračuje:
Když prosíme světce, aby se za nás přimlouval, děje se to na hlubší úrovni, že se utíkáme do všeobjímajícího společenství vykoupených a obracíme se k Bohu skrze svaté symboly Kristova vítězství a naší naděje. Svatí chtějí vždy to, co chce Bůh, co je pro nás nejlepší, ať už se za to modlíme, nebo ne. Jsou v neustálém postoji chvály Boží lásky a péče, k němuž se připojujeme i my a modlíme se, přesněji řečeno, spíše s nimi než k nim. Hodnota našich proseb spočívá v tom, že nás s důvěrou obracejí k Bohu, který nás miluje, a umožňují tak, aby Boží dílo bylo účinnější v nás a skrze nás v druhých.

Bylo by protimluvem žádat Boha, aby se více snažil konat dobro. Vzýváním světce „se utíkáme ve víře k všeobjímajícímu společenství všech vykoupených“, kde „každý je odpovědný za všechny“. Jsou „tvůrčími vzory svatosti“.

## Islám
Hlavní články: Shafa'ah a Tawassul
Korán (Q, Qurʾān) říká, že předislámští arabští pohanští bohové se nebudou moci přimlouvat u Boha za lidstvo a že „viníci“ (al-mujrimīn, Q74:41) nebudou mít v Soudný den žádný prospěch z přímluvy. Mezi další pasáže, které popírají účinnost přímluvy, patří Q32:4 a Q39:44. Ještě jiné říkají, že Bůh je jediným přímluvcem (Q6:51, Q6:70; Q32:4; Q39:44).
Nicméně „přímluvy jsou v Koránu (Qurʾān) zmíněny v souvislosti s modlitbami andělů za věřící a modlitbami Proroka za chybující, ale kající se muslimy.“ Kromě toho se stalo ortodoxní islámskou doktrínou nebo „základní vírou“, že „Muḥammad se bude přimlouvat za všechny muslimy v Den zmrtvýchvstání.“ Zatímco tato konkrétní zásada zůstala v průběhu islámských dějin prakticky nezpochybnitelná, rozšířená sunnitská a šíitská praxe žádat zemřelé proroky a světce o přímluvu modlitbou u jejich hrobů se v moderním islámském světě stala spornou otázkou, přičemž všechny tyto různé typy přímluv jsou salafistickými/wahhábistickými muslimy často označovány za druh polyteismu, podobně jako postoj mnoha protestantů ke katolické a pravoslavné praxi přímluv u svatých.

## Studie
Hlavní článek: Účinnost modlitby
Některá náboženství tvrdí, že modlitba za nemocného člověka může mít pozitivní účinky na jeho zdraví. 
Byly provedeny metastudie literatury v této oblasti, které prokázaly pouze nulový nebo potenciálně malý účinek. Například metaanalýza 14 studií z roku 2006 dospěla k závěru, že „neexistuje žádný znatelný účinek“, zatímco systémový přehled přímluvné modlitby z roku 2007 uvádí neprůkazné výsledky, přičemž konstatuje, že 7 ze 17 studií mělo „malou, ale významnou míru účinku“, ale přehled uvádí, že metodologicky nejpřísnější studie nepřinesly významné výsledky.